# Копиловське сільське поселення
Копило́вське сільське поселення (рос. Копыловское сельское поселение) — сільське поселення у складі Томського району Томської області Росії.
Адміністративний центр — селище Копилово.
Населення сільського поселення становить 4545 осіб (2019; 4417 у 2010, 4481 у 2002).

## Склад
До складу сільського поселення входять:
| Населений пункт      | Населення, осіб (2002) | Населення, осіб (2010) |
| -------------------- | ---------------------- | ---------------------- |
| 104 км, селище       | 4                      | 4                      |
| 108 км, селище       | 0                      | -                      |
| Конинино, присілок   | 190                    | 147                    |
| Копилово, селище     | 2396                   | 2405                   |
| Кусково, присілок    | 14                     | 21                     |
| Постниково, присілок | 1                      | 0                      |
| Розсвіт, селище      | 1876                   | 1840                   |